# Cipionato de nandrolona
Cipionato de nandrolona (nomes comerciais Anabo, Depo-Nortestonate, Dynabol, Nortestrionate, Pluropon, Sterocrinolo), conhecido pela comunidade científica como 19-nortestosterone 17β-cyclopentanepropionate, é um esteroide anabolizante, androgênico e um éster da nandrolona.